# Football Association of Malaysia
Die Football Association of Malaysia (malaiisch Persatuan Bola Sepak Malaysia) ist der nationale Fußballverband des asiatischen Landes Malaysia. Er wurde im Jahr 1933 (zu dieser Zeit war das Land noch ein Teil von Großbritannien) gegründet und trat kurz vor der Unabhängigkeit im Jahr 1956 dem Weltverband FIFA, sowie zwei Jahre zuvor dem Kontinentalverband AFC bei. Der Beitritt zum Regionalverband AFF erfolgte bei dessen Gründung im Jahr 1984. Derzeitiger Präsident ist Hamidin bin Mohd Amin.

## Geschichte
Der Verband wurde im Jahr 1933 gegründet. Bereits zuvor gab es durch die Briten einen deutlichen Einfluss durch den Fußballsport. Im Jahr 1905 gab es eine erste Amateurliga, welche sich jedoch auf Klubs aus Kuala Lumpur beschränkte. 1926 wurde eine erste Amateurliga für den Bundesstaat Selangor gegründet. Es erfolgte nach der Gründung des nationalen Verbandes (damals noch mit Sitz in Singapur) auch die eines ersten regionalen Verbandes mit der Football Association of Selangor. In den weiteren Bundesstaaten wurden ebenfalls regionale Verbände gegründet. Erste Hauptaufgabe des nationalen Verbandes war die Austragung des bereits seit 1921 existierenden Malaysia Cups. Nach dem Zweiten Weltkrieg war der Verband im Jahr 1954 ein Gründungsmitglied der Asian Football Confederation und zwei Jahre später auch Mitglied der FIFA. Bei der ASEAN Football Federation ist der Verband ebenfalls seit der Gründung 1984 Mitglied.

## Nationalmannschaften
Eine Männer-Nationalmannschaft spielte erstmals am 13. April 1953 in Singapur gegen Südkorea und verlor mit 2:3. Größter Erfolg dieser Mannschaft war bislang der Gewinn der Südostasienmeisterschaft 2010. Um die 1980er Jahre herum wurden diverse U-Mannschaften gegründet. Der U-23 gelang bislang bei den Südostasienspielen zweimal der erste Platz. Eine Frauen-Nationalmannschaft nahm in den 1970er Jahren an der ersten Asienmeisterschaft 1975 teil und ist damit eines der ältesten Frauen-Nationalteams in Asien.